# Городок (Подгородненское сельское поселение)
Городок — деревня в центральной части Торопецкого района Тверской области. Входит в состав Подгородненского сельского поселения.

## География
Деревня расположена в 7 км (по автодороге — 12 км) к северу от районного центра Торопец. В 200 метрах к востоку от деревни находится озеро Яссы.

## История
На топографической карте Фёдора Шуберта, изданной в 1871 году обозначена деревня Городок (5 дворов).
В списке населённых мест Торопецкого уезда Псковской губернии за 1885 год значится деревня Городок. При озере Турове (Яссы), 5 дворов, 26 жителей.

## Климат
Деревня, как и весь район, относится к умеренному поясу северного полушария и находится в области переходного климата от океанического к материковому. Лето с температурным режимом +15…+20 °С (днём +20…+25 °С), зима умеренно-морозная −10…−15 °С; при вторжении арктических воздушных масс до −30…-40 °С.
Среднегодовая скорость ветра 3,5—4,2 метра в секунду.

## Население
| 2010 |
| ---- |
| 1    |